# 蓬萊沙蜂
蓬萊沙蜂（學名：Bembix formosana）是一種銀口蜂科的昆蟲。

## 形態
體長約20毫米，頭部、前胸背板為黑色，腹部為淺黃色並有黑色的波浪狀斑紋，翅膀為透明褐色。
腿部黃、黑二色參雜，前足脛節外緣具有長毛，特化為挖掘足。

## 生態
蓬萊沙蜂的模式產地在台南安平，已知分布於台江國家公園一帶。本種不具社會性，雌蟲會用螫針攻擊蠅類等昆蟲，將其麻痺後帶到沙地上挖洞、產卵，幼蟲就以被麻痺的獵物為食；而成蟲除了獵捕之外，亦會採食花蜜。